# 32 (число)
32 (три́дцать два) — натуральное число между 31 и 33.

## В математике
- 32 — является чётным составным[1] двухзначным числом.
- Сумма цифр этого числа — 5
- Произведение цифр этого числа — 6
- Квадрат этого числа — 1024
- Куб числа 32 — 32 768
- 5-я степень числа 2[2]
- 232 = 4 294 967 296
- 32 — число Лейланда, то есть 24 + 42 = 32[3]
- 32 — число рёбер 4-мерного гиперкуба
- 32 = 11 + 22 + 33

## В науке
- Атомный номер германия
- 1.41679(11)⋅1032 K — Планковская температура
- В шкале Фаренгейта за 32 градуса принята температура таяния льда.
- 32 — ASCII-код пробела.
- Наиболее широко используемая адресация в Интернете построена на базе 4-х байтных IP-адресов (32-бит).
- Многие из современных компьютеров имеют 32-битную архитектуру. Целые и вещественные числа стандартной длины во многих реализациях разных языков программирования имеют длину 32 бита. В языках C и C++ такую длину обычно имеют целые числа типов int и long и вещественные числа типа float, а также во многих реализациях — указатели, ссылки, булевы объекты (bool).

## В других областях
- 32 год.
- 32 год до н. э.
- 32 — Код субъекта Российской Федерации Брянской области; автомобильный код города Брянска и Брянской области.
- 32 — количество зубов у взрослого человека.
- Людвиг ван Бетховен написал 32 фортепианные сонаты
- 32 фигуры на доске в начале каждой шахматной партии.
- Для игры в преферанс требуется 32 карты.
- «32 декабря» — кинокомедия Александра Муратова.
- 32 мая — выдуманная дата в фильме «Тот самый Мюнхгаузен».
- «32 Августа» — творческая ассоциация, основанная Игорем Белым, Татьяной Пучко, Дмитрием Авиловым и Ириной Анциферовой 24 декабря 1994.
- «32 мая» — международный фестиваль авторской песни (Украина)[4].